# Rignano Flaminio
Rignano Flaminio är en ort och kommun i storstadsregionen Rom, innan 2015 provinsen Rom, i regionen Lazio i Italien. Kommunen hade 10 391 invånare (2018).